# Gjirokastër (præfektur)
Gjirokastër er et af Albaniens tolv præfekturer. Administrationscenteret er byen Gjirokastër. 1. januar 2017 havde præfekturet 65.939 indbyggere.
Præfekturet består af kommunerne Dropull, Gjirokastër, Këlcyrë, Libohovë, Memaliaj, Përmet og Tepelenë. Det dækker de tidligere distrikter Gjirokastër, Përmet og Tepelenë.